# Fener

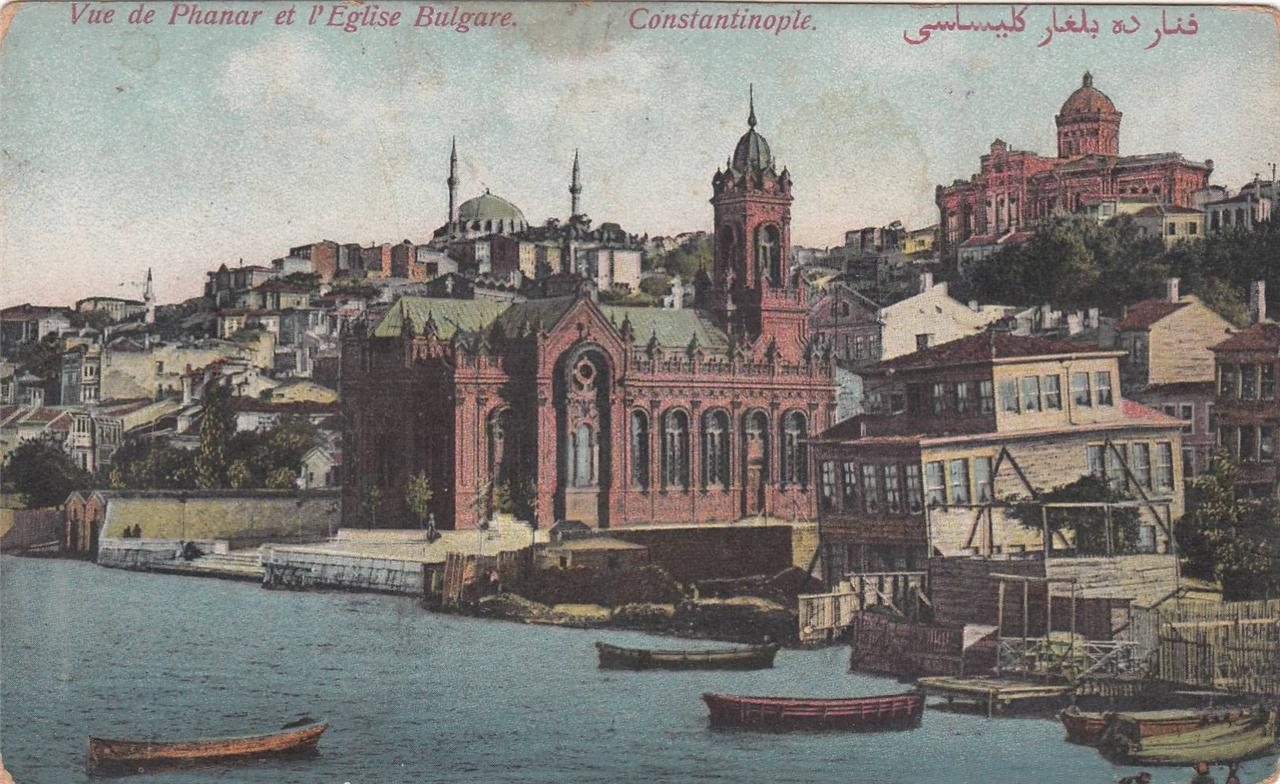
Fener in 1900

Fener (ook Phanar, Fanar, Grieks: Φανάριον / Fanarion, Φανάρι / Fanari) is een wijk in de Turkse stad Istanboel. De wijk ligt in het district Fatih.
Na de verovering van Constantinopel door de Ottomanen in het jaar 1453 trok het grootste deel van de Griekse inwoners van de stad naar de wijk Fener. Omdat ook de oecumenisch patriarch van Constantinopel hier heen trok, werd ook de leiding van het patriarchaat als Fanar betiteld. Rond 1600 verhief de toenmalige patriarch Mattheus II de Sint Joriskerk die tot dan toe als kloosterkerk had gediend tot kathedraal van het oecumenisch patriarchaat. In Fener bevindt zich ook de Bulgaars-orthodoxe Stafanuskathedraal.